# Società Sportiva Virtus Lanciano 1924 2008-2009
Questa pagina raccoglie le informazioni riguardanti la Società Sportiva Virtus Lanciano 1924 nelle competizioni ufficiali della stagione 2008-2009.

## Rosa
| N. |                      | Ruolo | Calciatore               |
| -- | -------------------- | ----- | ------------------------ |
|    | Argentina (bandiera) | A     | Luis Alfageme            |
|    | Italia (bandiera)    | D     | Federico Amenta          |
|    | Italia (bandiera)    | P     | Vincenzo Aridità         |
|    | Ungheria (bandiera)  | D     | Zsolt Bognár             |
|    | Serbia (bandiera)    | D     | Dražen Bolić             |
|    | Romania (bandiera)   | P     | Georgean Bordeanu        |
|    | Italia (bandiera)    | A     | Roberto Colussi          |
|    | Italia (bandiera)    | C     | Andrea Cossu             |
|    | Italia (bandiera)    | D     | Giulio Daleno            |
|    | Marocco (bandiera)   | C     | Anouar El Kamach         |
|    | Italia (bandiera)    | D     | Federico Maria Erba      |
|    | Italia (bandiera)    | C     | Vincenzo Lecce           |
|    | Italia (bandiera)    | D     | Carlo Mammarella         |
|    | Brasile (bandiera)   | C     | Joao Paolo Marangon (II) |
|    | Italia (bandiera)    | A     | Daniel Alfredo Margarita |

| N. |                   | Ruolo | Calciatore            |
| -- | ----------------- | ----- | --------------------- |
|    | Italia (bandiera) | P     | Jacopo Clerici        |
|    | Italia (bandiera) | C     | Matteo Mazzetto       |
|    | Italia (bandiera) | D     | Giovanni Morabito     |
|    | Italia (bandiera) | A     | Daniele Morante       |
|    | Italia (bandiera) | D     | Emanuele Musca        |
|    | Italia (bandiera) | D     | Joseph Dayo Oshadogan |
|    | Italia (bandiera) | C     | Mirko Pagliarini      |
|    | Italia (bandiera) | C     | Stefano Romano        |
|    | Italia (bandiera) | P     | Enrico Rosellini      |
|    | Italia (bandiera) | A     | Alessandro Tarquini   |
|    | Italia (bandiera) | C     | Ivan Tisci            |
|    | Italia (bandiera) | A     | Manuel Turchi         |
|    | Italia (bandiera) | D     | Axel Vicentini        |
|    | Italia (bandiera) | D     | Francesco Vincenti    |
|    | Italia (bandiera) | C     | Alessandro Volpe      |